# Xie Jun
Xie Jun (cinese semplificato 谢军; Baoding, 30 ottobre 1970) è una scacchista e dirigente sportiva cinese, Grande Maestro.
È stata campionessa del mondo di scacchi per due volte: la prima dal 1991 al 1996, la seconda dal 1999 al 2001. Prima di lei solo Elisaveta Bykova era riuscita a riconquistare il titolo dopo averlo perso.

## Gli inizi
Comincia a giocare a 6 anni agli scacchi cinesi Xiangqi e a 10 anni vince il campionato femminile di Pechino.
Con l'incoraggiamento delle autorità locali inizia a giocare agli scacchi internazionali e nel 1984 diviene la campionessa cinese.
Nel 1988 arriva al secondo posto ai campionati del mondo juniores femminili. Nello stesso anno partecipa per la prima volta alle Olimpiadi degli scacchi.
Nell'estate 1994 diventa la sesta donna ad ottenere il titolo di Grande Maestro Internazionale assoluto.

## Campionessa del mondo
All'età di 20 anni conquista il diritto di sfidare la campionessa del mondo Maia Chiburdanidze, scacchista georgiana che deteneva il titolo dal 1978; nel 1991 la sconfigge 8,5–6,5.
Nel 1993 difende il titolo vincendo 8,5–2,5 contro Nana Ioseliani, per poi perderlo nella sfida del 1996 in Ungheria da Susan Polgár.
Nel 1998 contribuisce al successo della Cina nelle Olimpiadi di Ėlista in Calmucchia.
Nel 1999, in seguito all'impossibilità per la Polgár di difendere il titolo a causa della maternità, Xie Jun riconquista il campionato mondiale battendo l'altra finalista Alisa Galliamova; l'anno seguente, nel primo torneo per il titolo assegnato con l'eliminazione diretta, Zie Jun si riconferma campionessa battendo in finale la connazionale Qin Kanying per 2,5–1,5.

## Il futuro
In Cina è considerata un'eroina ed è nota nell'ambiente internazionale per il suo ottimismo e il suo stile di gioco incentrato sull'attacco.
I suoi successi hanno reso popolari gli scacchi sia in Cina, nazione che in passato aveva bandito tale gioco, che nel resto dell'Asia.
È stata la prima di un nutrito gruppo di giocatrici cinesi ad alto livello che hanno permesso alla Cina di vincere quattro Olimpiadi di seguito dal 1998 al 2004. Nelle varie edizioni di questa competizione Xie Jun ha vinto diverse medaglie: tre ori, un argento e tre bronzi a squadre e un argento e due bronzi individuali.
La Xie dal 2002 ha diradato i suoi incontri essendosi impegnata negli studi di psicologia e come commissario allo sport a Pechino.